# Odescalchi Jenő Zoárd
Herceg Odescalchi Jenő Zoárd (Bolhás, 1878[forrás?] vagy 1876. október 10. – Tuzsér, 1917. április 3.) magyar arisztokrata.

## Élete, munkássága
A solymászatnak középkori virágzása utáni – a lőfegyverek tökéletesedése és széles körű elterjedése miatt bekövetkező – hanyatlásába nem nyugodott bele, s 1901-ben a tuzséri birtokára angol solymászokat és sólymokat hozatott.
Kitartó és nagyon elszánt munkásságával sikerült hazánkban is feltámasztania a solymászatot. Társasága főleg fogolyra vadászott. 
Ám az I. világháború miatt, majd Odescalchi halálát követően újra beállt a pangás.